# Élection présidentielle albanaise de 2017
L’élection présidentielle albanaise de 2017 a lieu au scrutin indirect les 19, 20, 27 et 28 avril 2017 afin d'élire le président de la république d'Albanie.
Le président sortant, Bujar Nishani, issu du Parti démocrate ne se représente pas.
Sans majorité claire, le parlement se révèle incapable d'élire un président à la majorité des trois-cinquièmes de ses membres. Ce n'est finalement qu'au quatrième tour, où cette majorité est abaissée à la majorité absolue des membres, qu'un candidat de la gauche, le président de l'Assemblée d'Albanie et ancien Premier ministre Ilir Meta, est élu.
Le scrutin est une déception pour les institutions européennes qui avaient appelé à la désignation d'un candidat de large consensus pour avancer dans l'intégration européenne.

## Contexte
Le président de la République albanaise possède un rôle essentiellement honorifique dans le cadre d'un régime parlementaire. Outre les fonctions régaliennes, il possède des attributions dans le système judiciaire, ainsi que le titre de chef des armées.

## Système électoral
Le Président de la république d'Albanie est élu pour un mandat de cinq ans au suffrage indirect et secret par un collège électoral composé des 140 membres de l'Assemblée d'Albanie. Le mandat n'est renouvelable qu'une seule fois, de manière consécutive ou non.
Lors des trois premiers tours, est élu le candidat réunissant la majorité qualifiée des trois-cinquièmes du total des membres du collège électoral, soit 84 voix. À partir du quatrième tour de scrutin, cette condition est abaissée à la majorité absolue du total des membres, soit 71 voix. Si toujours aucun candidat ne l'emporte, un cinquième tour est organisé entre les deux candidats ayant obtenu le plus de voix au quatrième tour. Comme la majorité exigée est toujours celle du total des membres, et non des suffrages exprimés, il est cependant possible qu'aucun candidat ne parvienne à être élu. Chaque tour de scrutin intervient par ailleurs dans un délai de sept jours suivant le tour précédent.
Si aucun candidat ne l'emporte à l'issue du cinquième tour, l'assemblée est dissoute et des élections législatives anticipées convoquées dans les quarante-cinq jours. Le scrutin présidentiel reprend alors sous la nouvelle législature, et ce directement à la majorité absolue du total de ses membres.
Tout candidat à la présidence de la République doit répondre aux exigences prescrites par les articles 86 et 87 de la Constitution : détenir la nationalité albanaise de naissance, avoir au moins quarante ans révolus le jour de l'élection, avoir résidé en Albanie pendant les 10 années précédant la candidature, et recueillir les parrainages d'au moins vingt députés. Chaque député ne peut proposer la candidature que d'un seul candidat. L'assemblée comportant 140 députés, un maximum de sept candidats peuvent ainsi être en lice. Lors du cinquième tour, cependant, de nouvelles candidatures peuvent être soumises, auquel cas ne restent en lice que les deux candidats ayant reçu le plus de parrainages.
L'élection est organisée dans les soixante jours précédant la fin du mandat du président sortant ou, en cas de fin anticipée du mandat, dans les dix jours suivant celle-ci. Un président ayant démissionné avant la fin de son mandat ne peut se présenter à l'élection présidentielle qui suit sa démission.

## Composition du Parlement
Le scrutin était de type proportionnel, et la distribution des sièges était la suivante :
| Coalitions                                                                                                  | Sièges |
| --- | ------ |
| Alliance pour une Albanie européenne (ASHE) (Aleanca për Shqipërinë Europiane)                              | 84     |
| Alliance pour l'emploi, la prospérité et l'intégration (APMI) (Aleanca për Punësim, Mirëqenie dhe Integrim) | 56     |

Non seulement aucune coalition ne détient seule la majorité absolue pour gouverner, mais les socialistes ne reconnaissent pas la légitimité du scrutin, qui s'est joué à quelques voix. De fait, le système politique vit une crise prolongée. Les coalitions sont cependant constituées de plusieurs partis susceptibles de s'en détachés au bout de plusieurs tours.

## Organisation
Les différents partis ont beaucoup de mal à s'accorder sur leurs propres candidats. Les différents paliers (84 voix, puis 71, puis dissolution) permettent de véritables stratégies.
Les trois premières séances n'aboutissent à rien : l'Assemblée ne vote même pas, tant les dissensions sont fortes et qu'aucun candidat ne parait en mesure d'atteindre la majorité qualifiée.

## Résultats
|                        | Ilir Meta              | LSI                    | Pas de candidats | Pas de candidats | Pas de candidats | Pas de candidats | Pas de candidats | Pas de candidats | 87      | 97,75   |  |  |
|                        | Contre                 | Contre                 | Pas de candidats | Pas de candidats | Pas de candidats | Pas de candidats | Pas de candidats | Pas de candidats | 2       | 2,25    |  |  |
|                        |                        |                        |                  |                  |                  |                  |                  |                  |         |         |  |  |
| Majorité requise       | Majorité requise       | Majorité requise       | 84 voix          | 84 voix          | 84 voix          | 84 voix          | 84 voix          | 84 voix          | 71 voix | 71 voix |  |  |
|                        |                        |                        |                  |                  |                  |                  |                  |                  |         |         |  |  |
| Votes valides          | Votes valides          | Votes valides          |                  |                  |                  |                  |                  |                  | 89      | 100,00  |  |  |
| Votes blancs et nuls   | Votes blancs et nuls   | Votes blancs et nuls   | 0                | 0,00             |                  |                  |                  |                  |         |         |  |  |
| Total                  | Total                  | Total                  | 89               | 100              |                  |                  |                  |                  |         |         |  |  |
| Abstention             | Abstention             | Abstention             | 51               | 36,43            |                  |                  |                  |                  |         |         |  |  |
| Inscrits/Participation | Inscrits/Participation | Inscrits/Participation | 140              | 63,57            |                  |                  |                  |                  |         |         |  |  |